# Зорка Реганцин
Зорка Реганцин-Долничар – Рушка, Марија (Поље, код Љубљане, 21. децембар 1921 — околина Љубљане, јануар 1944), учесница Народноослободилачке борбе и народни херој Југославије.

## Биографија
Рођена је 21. децембра 1921. године у Пољу код Љубљане, у сиромашној радничкој породици. Одмах после завршетка основне школе, нашла је посао. Почетком 1941. године, запослила се као конобарица у гостионици породице Новак, на Вичу.
Гостионица је након почетка рата била окупљалиште чланова Централног комитета КП Словеније и привремено седиште Главног штаба словеначких партизанских чета. Зорка је ускоро почела да добива задатке да функционере одводи на сигурно изван Љубљане до њихових веза. Тај је задатак био још тежи, након што су 1942. године италијански војници оградили Љубљану жичаном оградом. Године 1941, примљена у чланство Комунистичке партије Словеније.
Зорка је заједно с власником гостионице, Марјаном Новаком, одржавала складиште свих потрепштина, које су биле упућиване партизанима у Доломитима. Заједно с осталим запосленицима гостионице, сваки дан је преносила мање количине материјала у кантама за млеко. Осим илегалног рада у гостионици, још од маја 1941. била је борац групе за саботаже (касније Народна заштита) и сарадница Службе обавештавања и безбедности. Учествовала је у многим саботажама и акцијама, а посебно у рискантној акцији ослобађања из затвора организационог секретара ЦК КПС, Антона Томшича. Иако првобитно није била сумњива, њено учестало кретање ноћу побудило је сумњу италијанских војника. Осим тога, убрзо је била и проказана од стране неког италијанског заробљеника.
Крајем марта или почетком априла 1942. године, придружила се партизанима у Доломитама. Тамо је неко време одржавала везу са гостионицом Новакових због пребацивања материјала. После пресељења чланова ЦК КПС, Извршног одбора ОФ Словеније и Главног штаба партизанских чета из Доломита на Кочевски Рог, Зорка је била упућена на илегални рад у Љубљану. Пре одласка на задатак, 18. марта, погинуо је њен супруг, политички комесар батаљона Доломитског одреда, Владимир Долничар, с којим је ступила у брак нетом по доласку у партизане.
У Љубљани је постала куриром Поереништва ЦК КПС за Љубљану и добила илегално име Марија. Одржавала је везе између Повереништва, градског и приградског комитета КПС и окружних форума ОФ, као и везе с централним руководством на ослобођеној територији.
Последњих дана децембра 1943. године, Зорка је требало да достави поверљив материјал секретарици ЦК КПС, Мири Светини, али се није појавила. Касније је полицијски функционер, тајни симпатизер Ослободилачког фронта, дојавио како је Зорку ухапсио њен сусед, иначе члан тајне домобранске полиције. Зорка је била спроведена у домобрански затвор (бивша Средња техничка школа) и од средине јануара 1944. године, загубио јој се сваки траг. Након мучења и испитивања, била је убијена и бачена и Саву. Касније јој је тело извучено из реке.
Указом председника ФНР Југославије Јосипа Броза Тита 27. новембра 1953. проглашена је за народног хероја.